# Coubeyrac
Coubeyrac é uma comuna francesa na região administrativa da Nova Aquitânia, no departamento da Gironda. Estende-se por uma área de 5,68 km². Em 2010 a comuna tinha 72 habitantes (densidade: 12,7 hab./km²).